# Acanthopolia
Acanthopolia là một chi bướm đêm thuộc họ Noctuidae.